# Solvabilité
 (septembre 2022).
La solvabilité est la mesure de la capacité d'une personne physique ou morale à payer ses dettes sur le court, moyen et long terme, elle permet d'apprécier la capacité à faire face à ses engagements (court long et moyen terme). L’insolvabilité est l’incapacité à le faire.
L'analyse de la solvabilité se distingue de l'analyse de la liquidité dans le sens où les indicateurs utilisés n'utilisent pas obligatoirement les flux de trésorerie. Dans le cas d'un État on parlera plutôt de la soutenabilité de la dette publique.

## Enjeux
Un établissement de crédit qui cherche à savoir s'il peut prêter à un candidat à l'emprunt devra impérativement vérifier sa solvabilité. L'emprunt est en effet généralement conditionné par l'aptitude du débiteur à rembourser ses dettes.
Le montant du taux d'intérêt proposé est souvent fonction de la solvabilité du débiteur. En effet, il est moins risqué de prêter à un emprunteur très solvable que moins solvable.

### Solvabilité des particuliers
La Directive 2014/17/UE du 4 février 2014, portant sur le crédit immobilier, a également introduit en droit français un régime commun des crédits aux particuliers, qu'ils concernent la consommation ou les biens immobiliers.
L'analyse de la solvabilité est désormais clairement et fortement inscrite parmi les dispositions juridiques incombant aux professionnels, établissement de crédit préteurs ou intermédiaires, iobsp.
Elle repose à la fois sur les revenus et les charges du candidat à l'emprunt, mais également sur tout autre élément d'analyse financière et économique, tel que, par exemple, la présence et la composition de son patrimoine. L'évaluation indépendante de l'actif financé figure d'ailleurs parmi les éléments à prendre en compte dans la décision de crédit.

## Outils d'analyse

### Entreprises
L'outil privilégié d'analyse de la solvabilité est l'excédent brut d'exploitation du compte de résultat (soldes intermédiaires de gestion).
Cet indicateur diminué du montant prévisible de l'annuité d'emprunt à payer par l'entreprise doit être supérieur à zéro et même largement supérieur à zéro pour envisager une diminution du taux d'emprunt de l'établissement de crédit.
Un autre indicateur est le ratio de levier financier.

### Particuliers
Outre la collecte de données de revenus, de charges et de patrimoine, l'analyse de solvabilité des particuliers repose souvent sur des ratios et sur des outils de score prédictif.